# Eduard Toda i Güell
Eduard Toda i Güell (Reus, 9 de gener de 1855 - Poblet, 26 d'abril de 1941) fou un diplomàtic, egiptòleg, antropòleg, escriptor, historiador, bibliògraf i filantrop català. Va destacar per ser un pioner en egiptologia i el redescobridor de l'alguerès.
Després de seguir estudis de dret a Madrid, va entrar a la carrera diplomàtica el 1876 i exercí com a vicecònsol a Macau i, posteriorment, a Hong Kong i Xangai. Un cop acabada aquesta experiència per l'Extrem Orient va tornar a Catalunya. El 1884, se n'anà a Egipte com a cònsol. En aquella època va començar l'interès de Toda per la figura del viatger Alí Bei. D'Egipte es va traslladar a Càller (Sardenya). Durant el temps que va residir en aquesta illa, va establir uns estrets lligams amb l'Alguer. Continuà l'activitat diplomàtica com a cònsol a Hèlsinki i a Le Havre.
Es va retirar del món de la diplomàcia i va viure un temps a Londres, on treballà de representant comercial d'una companyia naviliera. El 1918 tornà a Catalunya i es va instal·lar a l'antic monestir d'Escornalbou, on va crear una gran biblioteca. Contribuí a la restauració de Poblet com a president del patronat. Al llarg de la seva vida va ser membre de diverses institucions i organismes culturals. Va publicar nombrosos articles i llibres de caràcter divers i adquirí importants col·leccions bibliogràfiques que després donà a diferents institucions.

## Biografia

### Infantesa i joventut
Fill natural d'Eduard de Toda i Albertos (alcalde de Reus) i de Francesca Güell i Mercader, Eduard Toda fou educat per la mare i pel seu oncle el periodista i polític reusenc Josep Güell i Mercader, ja que el pare es desentengué del fill tot i reconèixer-lo legalment. 

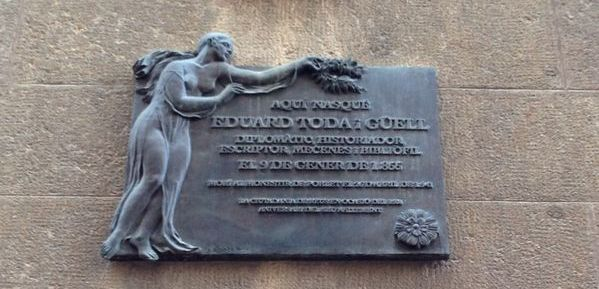
Placa commemorativa a la casa on nasqué Eduard Toda. Reus.

Estudià a les Escoles Pies de Reus, on es va graduar com a batxiller en Arts l'any 1869 amb 14 anys i mig. Estudià amb Antoni Gaudí, amb qui mantingué una gran amistat, i amb Josep Ribera i Sans. Entre els tres, elaboraren un projecte de restauració del Monestir de Poblet, i el 1870 publicaria el llibre Poblet: descripción histórica. Aquest no va ser l'únic projecte elaborat pels tres amics, ja que també van crear un periòdic manuscrit, El Arlequín, en el qual Toda i Ribera posaven la lletra i Gaudí els dibuixos. Aquesta amistat no fou només de joventut, perquè Toda recordà al llarg de la seva vida als seus amics: en el cas d'Antoni Gaudí, Toda col·laborà en un suplement del diari El Matí sobre Gaudí, titulat Suplement d'Homenatge a Antoni Gaudí. Respecte a Josep Ribera i Sans, Toda també mostra la seva admiració i com a homenatge pòstum al seu amic publicà El doctor Josep Ribera y Sans.

### Estudis i inici de la carrera professional
L'any 1870, Toda tria Madrid per a cursar la carrera de Dret, abandonant la idea de fer també la carrera de Lletres. Segons Eufemià Fort i Cogul, Toda assolí l'any 1873 la llicenciatura en Dret Civil i Canònic. Durant la seva estança a Madrid Toda es va allotjar amb la família Sedó. Sembla que fou en aquest moment, que gràcies al seu oncle conegué Víctor Balaguer, amb qui mantingué ja una amistat per a tota la vida.
L'any 1873, gràcies a la posició política del seu oncle, Toda va accedir al Ministeri d'Estat. L'agost, fou agregat en comissió de serveis per ajudar en els treballs especials de la Secretaria General del Ministeri, però a l'octubre la comissió cessà. En aquest moment, Toda va sol·licitar poder realitzar els exàmens per al càrrec d'agregat diplomàtic del ministeri i cap a la fi de novembre aprovà i en prengué possessió l'1 de desembre. Eduard Toda fou anomenat escribiente primero tercero de la Interpretación de Lenguas del Ministeri.

### 1874-1875
De nou, la nova feina no tingué molta durada, perquè les condicions polítiques van fer que es suprimís el càrrec aconseguit per Toda. No existeix informació gaire precisa sobre les ocupacions de Toda en aquest moment, però si que es té constància d'algunes publicacions seves: cròniques polítiques en premsa madrilenya i reusenca, poemes i traduccions. L'any 1875 l'Ajuntament de Reus cridà Toda entre altres joves al servei militar, però aquest no s'hi presentà: envià un representant sol·licitant l'exempció per ser fill de mare soltera. A favor de Toda van declarar Josep Maria Morlius, republicà i qui havia estat president del Centre de Lectura de Reus, i el també republicà Antoni Estivill. Altres joves van presentar un recurs, però Toda va ser declarat soldat suplent. Finalment però, la Diputació de Tarragona tenint en compte l'informe de la comissió en què constava que Toda havia estudiat Dret a Madrid i la mare tenia una posició privilegiada, el va declarar soldat. En aquest període, també col·laborà amb diferents diaris: el madrileny La Iberia i el reusenc Las Circunstancias, en els quals aportava cròniques sobre política internacional i nacional.

### Vicecònsol a la Xina
A la fi de l'any 1875, Toda, que es trobava a Madrid, sol·licità la plaça vacant de vicecònsol d'Espanya per a la ciutat xinesa de Macau, aleshores una colònia portuguesa. La petició fou aprovada i Eduard Toda fou nomenat vicecònsol de Macau el 14 de gener de 1876, amb només 21 anys.
El seu trasllat, dificultós en l'època, fou anotat en un dietari que Toda inicià el mateix dia que comença la seva aventura: el diumenge 13 de febrer de 1876 en el vaixell Iraouaddy. A partir d'aquest punt, hagué de fer escales a Nàpols, Port Said, Aden, Ceilan, Singapur i Saigon, fins a arribar a Hong Kong el 24 de Març, on el rebé el cònsol espanyol Antonio Faraudo y Stagno, i des d'on es traslladà a Macau. No fou fins al 31 de març que Toda prengué possessió del càrrec. Les seves primeres impressions de Macau, no són gaire bones, tal com es desprèn de les anotacions del dietari de viatge:
| «             | La vida de los portugueses es sumamente miserable. Algunos soldados de la guarnición, europeos me han pedido limosna. Lo que más incomoda en Macao son los mendigos: no se puede asomarse al balcón o salir a la calle sin verse acometido por una turba de mujeres, viejos asquerosos y chiquillos. | » |
| — Eduard Toda | |   |

A banda d'aquestes impressions inicials però, no tot fou dolent. Al llarg del seu dietari Toda també anotà visites (per exemple gruta de Camões), jocs que aprengué, festes populars, i altres tradicions i costums que cridaren l'atenció del reusenc.
El 21 de setembre Toda ja no era a Macau, ja que canvià de destinació amb un company, i fou aprovat pel ministeri, fet pel qual Toda esdevingué vicecònsol a Hong Kong. Fou des de Hong Kong, el juny de 1877 que Toda realitzà un petit viatge a Canton, capital de província xinesa. A l'abril de l'any següent, Toda va ser nomenat vicecònsol a Canton i Whampoa, tot i que no va prendre possessió del càrrec fins a l'1 de juliol. Setmanes més tard, Toda va començar un viatge per conèixer les illes Filipines, aleshores colònia espanyola. A banda de Manila, Toda visità la zona de Pampanga, on finalitzà el recorregut tornant a la capital i embarcant des d'allà cap a Canton. Mentre era allà va exercir el càrrec de cònsol a Macau (cessà el setembre de 1878). Aquest mateix any, Eduard Toda fou nomenat cavaller de l'Orde Reial de la Corona de Cambotja i oficial de l'Orde de l'Elefant Blanc de Siam (actual Tailàndia). A l'any següent, li fou concedida la placa de segona classe del Mèrit Naval (i el 1893, li donaran la creu blanca de primera classe). Després de l'estada a Canton (on estigué durant un any i mig), Eduard Toda va arribar a un acord amb un company per canviar-se les destinacions. Aquest cop, Toda anà a Xangai i prengué possessió el 18 d'octubre. El novembre de 1881, Toda va fer una excursió a les ruïnes del temple de Tung Hoa i a la ciutat de Nanquín i l'any 1882 va viatjar al Japó. El 27 de juliol del mateix any, Toda demana al ministre d'Estat deu mesos de permís per recuperar-se d'una anèmia provocada per «unas calenturas intermitentes» tot adjuntant un informe mèdic. Després de sis anys de servei, Toda tornava a Espanya per residir a Reus fins a l'any 1884.
Durant la seva estada a la Xina, Toda desenvolupà diferents estudis sobre la història de la numismàtica asiàtica. Va reunir una col·lecció de més de 13.000 monedes, entre elles 5.000 monedes xineses d'època imperial. El gruix de la col·lecció va ser venuda al Museo Arqueológico Nacional, on encara avui representa la col·lecció més important de monedes de l'Àsia oriental d'un museu espanyol, per bé que altres importants documents es conserven al Museu Víctor Balaguer de Vilanova i la Geltrú i a l'arxiu del Monestir de Poblet, com la còpia manuscrita del Qinding Qianlu (Els annals de monedes aprovats per la Cort).

### 1883
Toda arribà a Reus el 31 de desembre de 1882, i el 16 de gener es traslladà a Madrid per nou dies. Tornat ja a Catalunya, va entrar en contacte amb el moviment literari català de "La Renaixença" de la mà de Víctor Balaguer, que el va introduir al cercle d'intel·lectuals, entre els quals era amistosament conegut com el "cònsol xino". Aquest nou cercle tingué certa influència en Toda, qui des d'aquest moment passà d'escriure en castellà al català. Toda passà sovint temporades a Barcelona, on conegué personatges com Àngel Guimerà. A més, participà també en els Jocs Florals de Barcelona, i col·laborà amb el diari La Renaixença (iniciant una col·laboració que duraria fins a l'any 1886). Durant aquest profitós any, Toda també va fer algunes conferències a la seu de l'Associació Catalanista d'Excursions Científiques (ACEC). També realitzà amb diversos membres de l'ACEC, algunes excursions: Montserrat, el Rosselló, l'Empordà, Poblet i la Conca de Barberà a més d'algunes visites (amb el seu amic Francesc Matheu) a diferents punts del Maresme i entorn de Barcelona. També anà a Tortosa, acompanyant el polític Emilio Castelar. També durant aquest any, publicà el seu famós llibre Poblet. Recorts de la Conca de Barberá. També en aquest moment, Toda va vendre al Museo Arqueológico Nacional una important col·lecció de numismàtica oriental. A més, entre aquest any i 1884, Toda també participà en la fundació de l'Associació Catalanista de Reus.
El Febrer de 1884, Toda sol·licità un trasllat de destinació a Europa, per tal d'evitar les malalties que havia contret a l'Orient Llunyà. Acompanyà aquesta sol·licitud amb un certificat mèdic signat pel seu antic company, Josep Ribera i Sans, qui recomanava que Toda havia d'allunyar-se de climes com el de l'Orient Llunyà.
El 19 de febrer li fou comunicat que havia de tornar-hi en no haver-hi vacants per a Europa, i Toda presentà per escrit la seva negativa. Finalment, i després d'una situació administrativa tensa, tot es resolgué amb el trasllat de Toda a Egipte.

### Toda a Egipte
El 5 de març de 1884, Toda fou nomenat vicecònsol al Caire i abandonà Reus a l'abril per anar cap a Barcelona. El dia 5 d'abril, Toda sortí cap a França i en companyia del jove escultor tortosí Agustí Querol, arribà a Marsella, on enllaça amb un exprés que va a Niça. L'aventura d'Eduard Toda es pot seguir gràcies al seu diari, pel qual sabem que de Niça passà a Montecarlo, des d'on tornaren a Niça per anar a visitar Gènova. Toda també visitarà Roma, Nàpols i Brindisi, on començarà ja el trajecte cap a Egipte. La seva arribada fou a Alexandria amb el vapor Tanjore de la flota Peninsular Oriental Anglesa, per traslladar-se després al Caire.
A partir d'aquest moment, l'activitat d'Eduard Toda serà imparable, visitant en la mesura del possible tot el conjunt històric del país i coneixent noves ciutats. Tot i estar al Caire, Toda continuà enviant informació i materials a l'ACEC, articles i notes a diversos diaris: La Renaixensa, El Globo, Las Circunstancias, així com progressivament anirà formant una col·lecció personal d'objectes diversos.
A inicis de 1885, Toda emmalaltí de disenteria, però aviat recuperat, tornà a la seva activitat de visitar piràmides acompanyat de personatges importants. Tot i això, i preocupat pel seu amic Emilio Castelar, va escriure una nota al ministre d'estat (en aquell moment Segismundo Moret per tal de comentar-li la preocupació per Toda i el seu estat de salut. La reina regent, atorgà dos mesos de llicència a Toda però aquest permís ja arribava tard: feia una setmana que Toda havia sortit a visitar l'Alt Egipte i Núbia, viatge en el qual Toda participà en la descoberta de la tomba encara intacta a Deir el Medina.
Me trobava á Tebas lo dia primer de febrer del corrent any. Invitat per l'expedició científica del govern egipci, dirigida per lo professor Maspero pera recorrer l'alt Egipte, ab ella vaig passar prop de tres mesos en tan interessants regions. En lo dia avants citat, estant á a la cayguda de la tarde ab lo barco amarrat al peu dels molls del temple de Amenophis á Luxor, arribá un beduhí á bordo ab la nova d'haver descubert un sepulcre egipci, encara intacte, en la ribera esquerra del sagrat riu. Sent ja massa tart pera trasladarnos al lloch que citava, aplassarem la expedició fins al següent dia.
De bon matí atravessárem lo Nil y la plana de Tebas fins als colossos de Memnon; entrárem en lo desert y al cap de mitja hora de penosa marxa per lo desert, arribárem al pou de la nova tomba. Ple d'emoció vaig baixarhi, una corda lligada al cos, trobant al fons del pou una cambra nua y en un recó á la dreta un corredor en pla inclinat, que seguia fins á la porta del sepulcre. Aquesta, feta de fusta, estava intacte... 

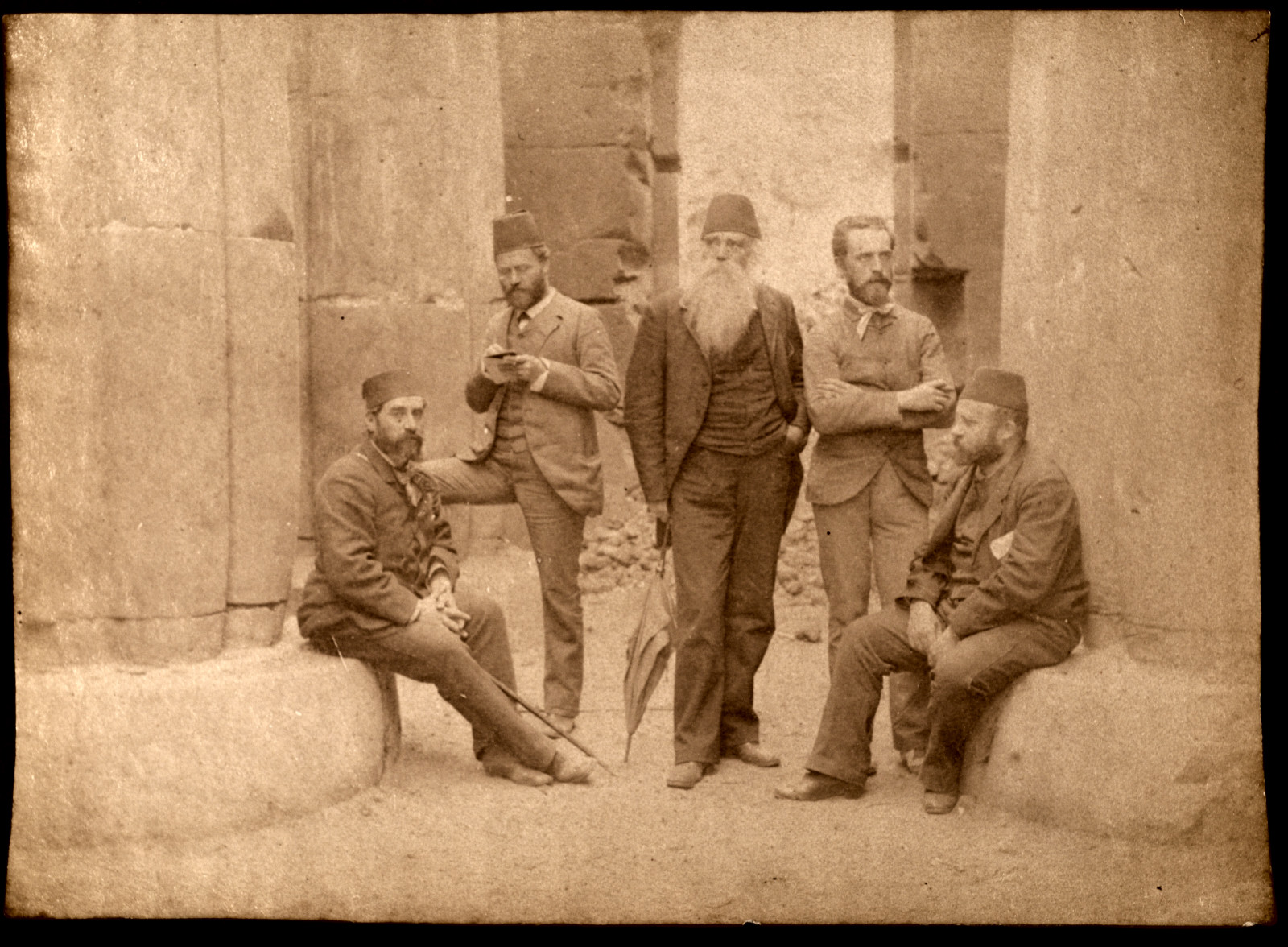
Eduard Toda, segon per l'esquerra, durant la seva estada a Egipte, 1886.

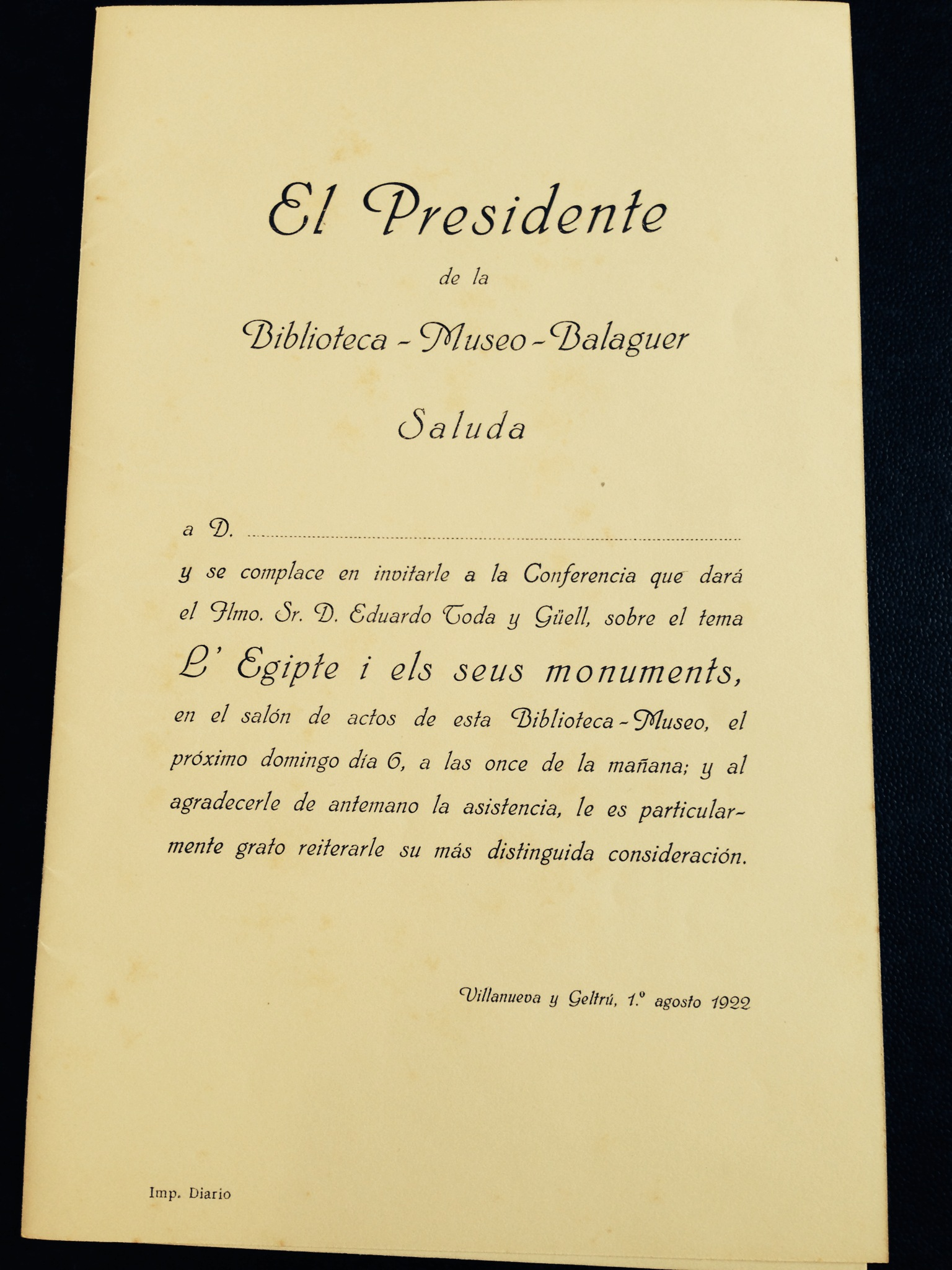
Invitació per a la Conferència donada per Eduard Toda a la Biblioteca Museu Víctor Balaguer l'any 1922 sobre Egipte.

Toda participà en l'excavació de la tomba de Sennedjem, la qual ell anomenarà Tomba de Son Notém i realitzà la memòria de l'excavació. Aquest fet és el que situa Toda com el primer egiptòleg català (i espanyol).
Toda tornà i el 7 de maig ja era a Barcelona realitzant conferències sobre el seu llarg viatge. També explicà les seves aventures a Vilanova i la Geltrú. Allà, el seu amic Víctor Balaguer havia creat ja la institució que porta el seu nom, i a la que Toda regalà una col·lecció d'objectes procedents d'Egipte.
Toda notificà a Madrid la troballa, l'excavació i els objectes, a més de lliurar la corresponent memòria de l'excavació. Aquest fet li valdria un lloc com a acadèmic a la Real Academia de la Historia. També aquest any, 1886 Toda seria anomenat cavaller de l'Orde de Carles III.
El gener de 1887, la regent Maria Cristina aprovà adquirir per al Museo Arqueológico Nacional, la col·lecció d'antiguitats portada per Toda per un valor de vint-i-set mil cinc-centes pessetes. Aquest mateix any, sent encara vicecònsol al Caire fou designat per anar a Sardenya en comissió de serveis.

### Sardenya
Abans de partir cap a Sardenya, Toda realitzà un viatge cap al mes d'abril per terres andaluses amb la idea de fer-hi repòs. El mes de maig, sortí ja cap a Sardenya i el primer de juny ja estava instal·lat a Càller. Cap al mes de setembre, Toda va fer el primer viatge cap a l'Alguer i allà descobrí amb sorpresa com la llengua catalana encara estava viva entre els seus habitants: la pervivència de l'alguerès era desconeguda durant els segles xviii i xix i fou mentre era cònsol a Sardenya, que va informar de l'existència d'una llengua que no era sard ni italià. Va redescobrir la pervivència de l'alguerès i la va donar a conèixer en dos llibres: Un poble català d'Itàlia: l'Alguer i Records catalans de Sardenya.
Després d'un breu parèntesi a Reus per les festes de Nadal, Toda se'n tornà a Sardenya per a fer-hi una segona estada. Aquest cop sembla que abans d'arribar a la seva destinació, feu un breu sojorn a Roma. No se sap amb certesa si fou en aquests moments o ja durant la segona estada a Sardenya que Toda produí un bon grapat d'articles sobre temàtica italiana.
L'inici de la segona estada a l'illa, es pot situar gràcies al dietari del cònsol cap a l'abril de 1888. Aquesta durà només un parell de setmanes i a primers de Maig sortí de nou cap a Roma, d'on partí cap a Barcelona i assistí als Jocs Florals de 1888. Diverses de les obres que es troben a la Biblioteca Catalana de l'Alguer, que té un fons de més de deu mil volums, amb un gran valor històric i cultural, tenen l'origen en Toda, com a redescobridor del català alguerès, quan en un dels seus viatges a l'Alguer hi portà una Biblioteca Catalana cedida per catalanistes de Barcelona.
Eduard Toda finí la seva estada a Sardenya i, després d'una breu estada a Madrid, fou nomenat cònsol de Hèlsinki tot i que el seu exercici com a cònsol en aqueixa ciutat fou breu. La ciutat, en aquest moment russa (i sota el nom de Helsingfors) no fou grata de Toda, qui acostumat als paisatges i temperatures d'Orient i Àfrica, no es trobà a gust amb el clima gèlid del nord. El seu viatge s'inicià el 19 de juny de 1889, i després d'aturar-se a diferents ciutats del continent, hi arribà el dia 1 de Juliol. El desplagué tant la ciutat que el dia 4 emprengué el viatge de tornada, aturant-se de nou en diferents ciutats. Arribà al final de juliol, i durant el mes d'agost, amb l'excusa de repòs als balnearis partí en viatge a Porto i a Foz de Douro.
Per a acabar, durant aquest període sard, hem de situar Toda un cop més a Sardenya. Aquest tercer viatge, que durà fins a l'abril de 1890. En aquest viatge Toda es dedicà a la caça de senglars i cérvols, però també tenia una missió. Sota l'encàrrec de Víctor Balaguer de trobar notícies que parlessin de la dominació de la Corona d'Aragó de l'illa, Toda obtingué uns vint mil documents històrics nacionals. Aquesta darrera part no era part de l'encàrrec de Balaguer, però Toda considerà que la missió assoliria millors resultats amb els documents.

### Altres missions diplomàtiques
A banda de les principals missions de Toda com a cònsol, n'han circulat altres de més secundàries i algunes sense confirmar. Glasgow n'és la primera, i s'atribueix cap al 1888. Probablement es tractà d'un nomenament, però sense gaire durada. També, i aquesta missió si que es podria confirmar, tenim l'estada d'Eduard Toda a Le Havre a la fi de 1895 o primeria de 1896. És confirmada per les Cartes normandes, publicades a La Renaixensa.
També podem trobar Toda a París l'any 1898, essent part com a assessor de la Secretaria de la Comissió Espanyola quant als aspectes jurídics de la Conferència de Pau entre Espanya i els EUA arran de la Guerra Hispano-americana.
Finalment, alguns autors situen Toda al consolat d'Hamburg cap al 1901, per bé que no s'ha confirmat. Finalment, el càrrec que sí que és per confirmar és el seu consolat a Londres, on finalment decidí d'abandonar la carrera diplomàtica.

#### Participacions
Durant aquests anys, i abans de la seva retirada, Eduard Toda participà en les següents comissions i organismes:
- Secretari de la Comisión de Aranceles (1890)
- Vice-secretàri general del Congrés Internacional d'Americanistes (1891)
- Redacció de les actes de les Conferències Internacionals per les negociacions comercials entre Espanya i Suïssa (1892)
- Redacció de les actes de les Conferències Internacionals per a les negociacions entre Espanya i Portugal.
- Compilació de Documentos presentados a las Cortes en la legislación de 1893 por el ministro de Estado
- Informe presentado a la Comisión de convenios sobre las incidencias del arreglo comercial con Francia de 30 de Diciembre de 1893
- Comisión especial de convenios de Comercio. Contrabando en Gibraltar. Antecedentes de las negociaciones seguidas por los gobiernos de España y de la Gran Bretaña y medidas propuestas y adoptadas para su represión (1894)
- Dirección general de aduanas. Acuerdo adoptado entre España y Francia para la represión del contrabando de ambos países (1895)
- Delegat de la comissió mixta per a la demarcació de les fronteres entre Espanya i Portugal

### Fi de la carrera consular
El 22 de juliol de 1901, Eduard Toda renuncià voluntàriament al càrrec per a dedicar-se als seus negocis privats i treballar per a l'empresa naviliera basca Sota, Aznar y Compañía.

### Escornalbou

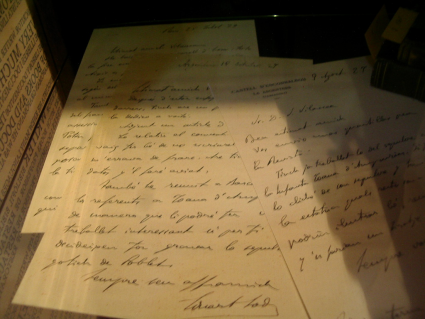
Manuscrits d'Eduard Toda exposats al castell d'Escornalbou

Situat a l'antic terme d'Escornalbou (avui Riudecanyes, al Baix Camp), Escornalbou fou un antic monestir de canonges de Sant Agustí. Posteriorment fou transferit als frares menors de Sant Francesc, fins que aquests foren exclaustrats el 1835. A partir d'aquest moment i fins a l'any 1911 va anar passant per diferents propietaris, fins aquest any, quan Toda el comprà. A banda de l'adquisició del monestir, Toda també comprà una casa a l'Argentera, on es traslladà a viure la seva mare, i des d'on van supervisar tant mare com fill les obres del monestir. Les remodelacions, criticades sovint, es van fer al gust de Toda amb l'assessorament de tant en tant de Puig i Cadafalch.
A Escornalbou, Toda s'anà fent casa seva a poc a poc: feu arribar la seva extensa col·lecció de llibres i objectes. En aquest període, Toda exercí un ampli mecenatge: donà milers de volums al Centre de Lectura de Reus, a l'Arxiu Històric de la Ciutat de Barcelona, a la Biblioteca de Catalunya, a la Biblioteca de Montserrat i a la Biblioteca del Museu Víctor Balaguer entre d'altres. 

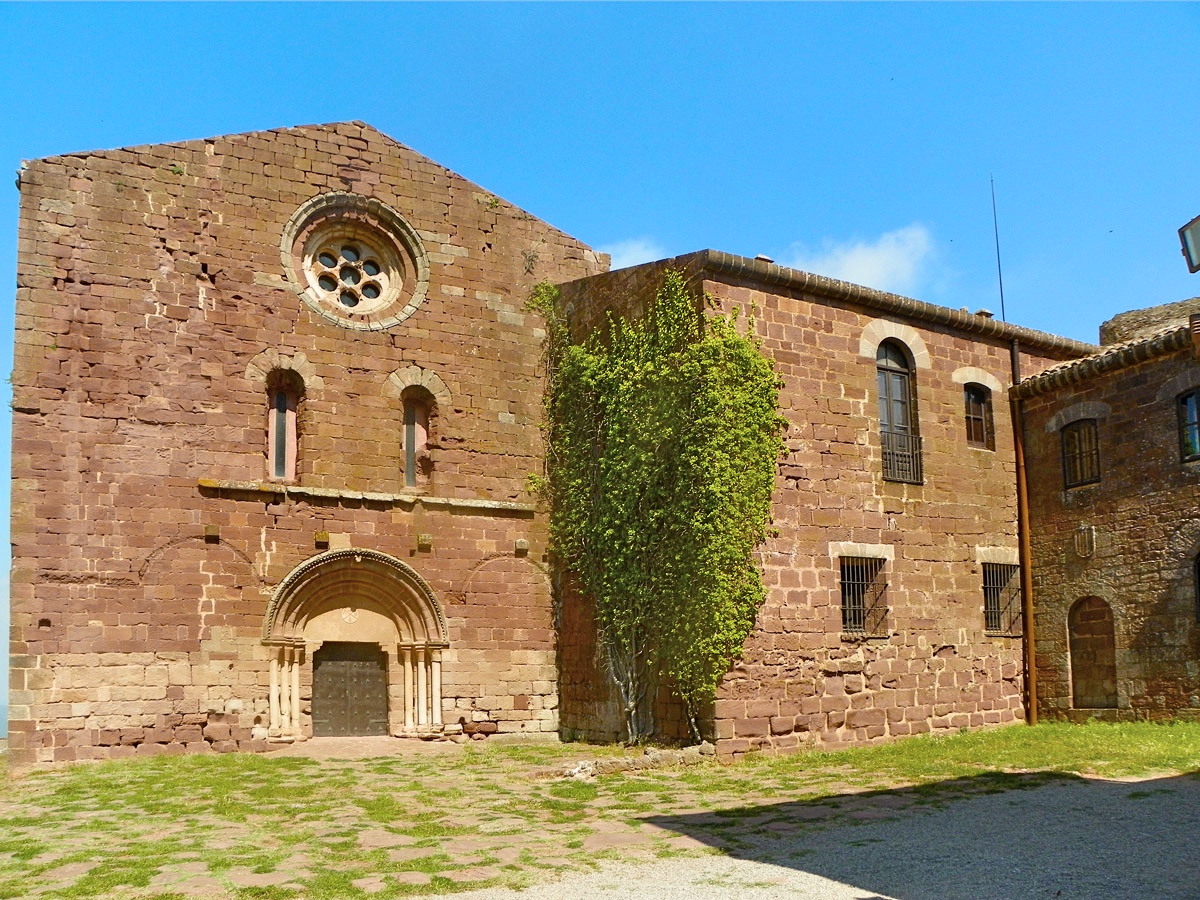
Vista de la plaça del castell d'Escornalbou, on residí Eduard Toda.

Sobre la vida de Toda a Escornalbou, aquest que havia estat tan actiu durant mitja vida, en aquest moment es rodejà d'amics, i ell mateix feia petites estades a Barcelona, Tarragona i Reus. A més de la visita d'amics (la majoria erudits, escriptors i gent de diversos cercles intel·lectuals), Toda mantingué una bona relació amb bona part de la jerarquia eclesiàstica. Molts d'aquests homes pernoctaren més d'un cop a Escornalbou, i fins i tot el cardenal Vidal i Barraquer tenia una cambra per a ell. També el visità, el 25 de maig de 1930, Alfons XIII amb Victòria Eugènia de Battenberg en el marc d'un viatge reial al port de Tarragona, pantà de Riudecanyes i monestir de Poblet .
Durant aquest període fou elegit membre de la Secció de Ciències de l'Institut d'Estudis Catalans (1916) i president de la Reial Societat Arqueològica Tarraconense. També va exercir altres càrrecs de menys rellevància i va publicar un gran nombre de llibres i articles. Es vinculà amb l'Escola de Bibliotecàries i el 1930 va ser-ne nomenat professor.

### Poblet

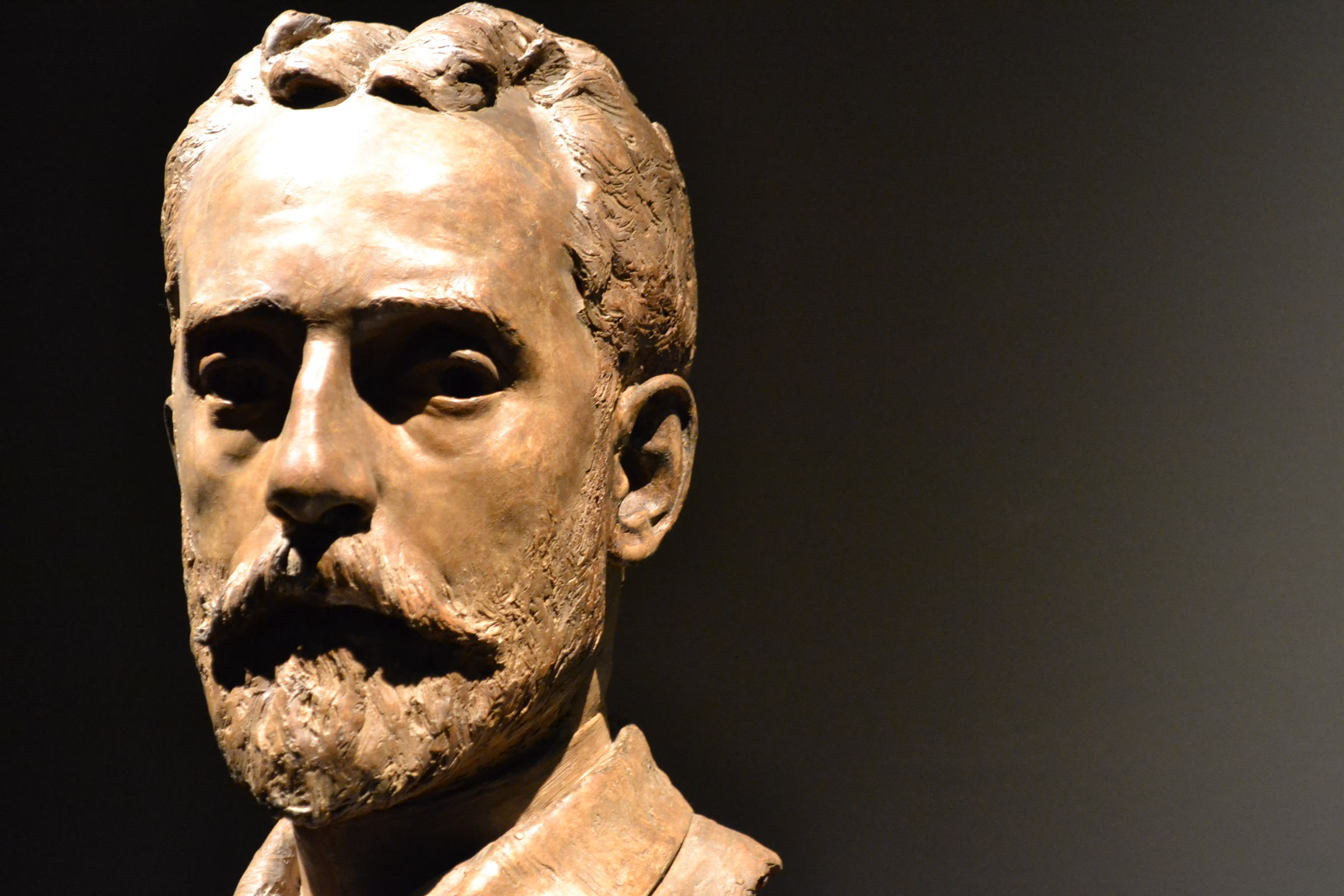
Bust del diplomàtic realitzat per Agustí Querol. Col·lecció Biblioteca Museu Víctor Balaguer.

El 14 de juny es creava el patronat del Reial Monestir de Santa Maria de Poblet per Elías Tormo Monzó i sota la influència d'Eduard Toda. Per a la composició del patronat foren triats personatges coneguts per la seva erudició i estima al monestir, a més de ser amics de Toda. El primer patronat estigué compost per: Ramon Morenes Garcia Alesson, Lluis Plandiura, Ramon Sabaté, Jaume Barrera, Fidel de Moragues i Cosme Oliva. En el moment en què aquest patronat es feu càrrec del monestir, tres quartes parts dels edificis de Poblet estaven aterrades. Les obres no sempre rodaren perfectament, ja que de 1933 a 1934 hi hagué dificultats econòmiques; a més, s'ha de tenir en compte la inestabilitat política tant a Catalunya com a Espanya fins a l'esclat de la Guerra Civil el 1936. Tot i aquesta inestabilitat, Toda i els membres del patronat saberen mantenir bones relacions amb els dirigents del moment.
Amb la fi de la Guerra Civil, Toda (ja força ancià) passarà certes dificultats econòmiques i de posició. Quant a la primera qüestió, per les dificultats de la postguerra i per la pèrdua progressiva de capital, bé per l'alt nivell de vida o bé per alguns familiars que s'hi acostaven a ell. En aquests moments Toda es desprengué d'Escornalbou i el vengué a J. M. Llopis, no sense dificultats per cobrar els seus diners, els quals necessitava per fer front al seu manteniment i en gran manera al de la nova comunitat de monjos (vinguts la majoria d'Itàlia). En segon lloc, quant a la seva posició degut a les seves relacions d'amistat, la majoria ara exiliades i per les seves relacions amb la República. Tot i que en un primer moment fou relegat a vocal del Patronat, el dia 3 de març de 1940 li era retornada la presidència (publicant-se en el Boletín Oficial el dia 20 de març).

### Mort
El 14 d'abril de 1941, poc després de dinar Toda començà a sentir uns calfreds intensos, i romangué al llit, fent-se càrrec d'ell mossèn Barrera qui passava allà la Setmana Santa i la Comunitat. Eduard Toda morí el 26 d'abril de 1941, amb 86 anys i fou enterrat dins una tomba de pedra picada, tocant la paret del creuer de l'església gran del monestir de Poblet.
El CRAI Biblioteca de Fons Antic de la Universitat de Barcelona conserva algunes obres que van formar part de la biblioteca personal de Toda, així com dos exemples de les marques de propietat que van identificar els seus llibres al llarg de la seva vida.

## Reconeixements
L'Ajuntament de Reus el va declarar fill il·lustre, li va dedicar un carrer de la ciutat i un col·legi públic porta el seu nom. A la mateixa ciutat, a la façana de l'actual Casa Navàs (Plaça del Mercadal) també hi ha una placa que indica que hi va néixer Eduard Toda (a l'antiga casa del Cardenyes). La ciutat de Barcelona també li ha dedicat un carrer, al barri d'Horta i al poble d'Escornalbou hi ha també una escultura dedicada al diplomàtic.
Pel 75è aniversari de la seva mort es va organitzar l'Any Toda. Sota el títol Eduard Toda i Güell. Un reusenc polièdric, l'Ajuntament de Reus, la Diputació de Tarragona i el Departament de Cultura van programar més d'una vintena d'activitats per abordar la figura polifacètica de Toda des d'enfocaments ben diversos: exposicions, conferències, cicles de lectures, itineraris teatralitzats i lectures de textos per a posar al dia la informació sobre aquest personatge.

## Obra

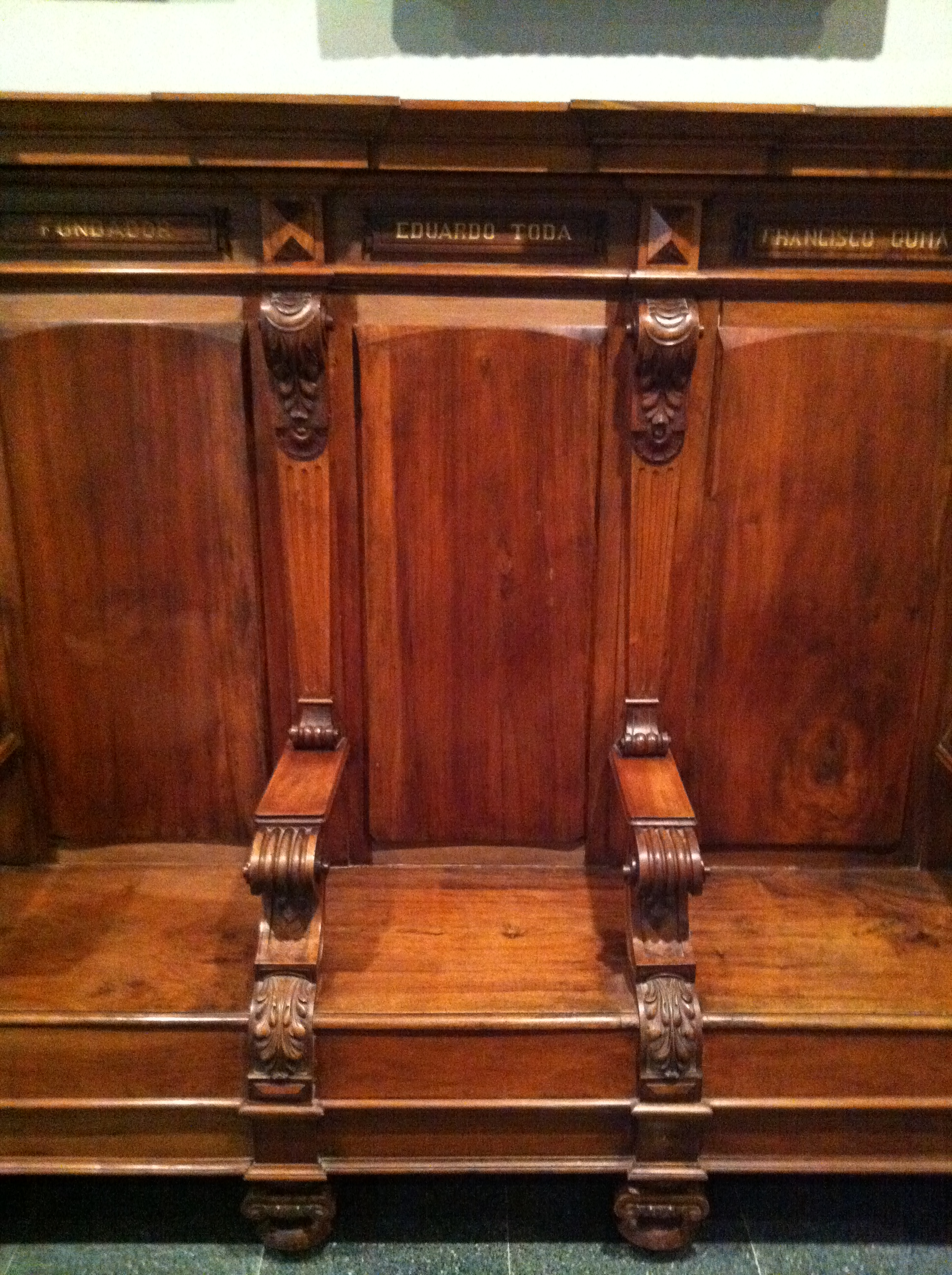
Seient d'Eduard Toda a la Biblioteca Museu Víctor Balaguer.

- Poblet. Descripción histórica, (Reus, 1870).
- Annam and its minor currency, (Shangai, 1882).
- Macao, records de viatge, 1883.
- Poblet. Records de la Conca de Barberà, (Barcelona, 1883).
- Sesostris, (Madrid, 1886)
- Son Notém en Tebas: inventario y textos d'un sepulcro egipcio de la XX Dinastía, (Madrid, 1887)
- La Vida en el celeste imperio, (Madrid, 1887)
- Un poble català d'Itàlia: l'Alguer, (Barcelona, 1888).
- A través del Egipto, (Madrid, 1889)
- Bibliografía española de Cerdeña (Madrid, 1890).
- Guía de España y Portugal (Barcelona 1892)[24]
- Historia de la China, (Madrid, 1893)
- Records catalans de Sardenya, (Barcelona, 1903).
- La premsa catalana a Sardenya, 1903.
- Història d'Escornalbou, (Tarragona, 1926).
- Bibliografia espanyola d'Itàlia, (Castell d'Escornalbou, 1927-1931). En cinc volums.
- Los Convents de Reus y sa destrucció en 1835 (Reus, 1930)
- Per la restauració del Monestir de Poblet, (Barcelona, 1935)